# Francesco Massaro
Francesco Massaro (Padova, 23 agosto 1935) è un regista e sceneggiatore italiano.

## Biografia
Francesco Massaro debutta nel mondo del cinema nel 1963 come secondo aiuto regista ne Il gattopardo di Luchino Visconti. Per tutti gli anni sessanta continua a lavorare come aiuto regista in molte altre produzioni, collaborando con importanti registi come Pietro Germi, Dino Risi, Lucio Fulci, Marco Vicario e Luigi Capuano.
Nel 1972 debutta come regista nel film Il generale dorme in piedi, con Ugo Tognazzi e Mariangela Melato, di cui cura anche la sceneggiatura, come farà in seguito con quasi tutti i suoi film. Nel 1975 dirige La banca di Monate, ma è soprattutto negli anni ottanta che si concentra la sua produzione maggiore. Massaro firma infatti la regia di importanti film rientranti nel genere della commedia all'italiana, come I carabbinieri (1981), Al bar dello sport (1983), Domani mi sposo (1984), Ti presento un'amica (1987).
Fra gli anni novanta e duemila, Massaro si è concentrato principalmente sulla regia di produzioni televisive come Pronto soccorso, Provincia segreta, Benedetti dal Signore e O la va, o la spacca. Nel 2010 ha partecipato alla stesura del soggetto di Ti presento un amico, con Raoul Bova.

## Filmografia

### Regista
- Il generale dorme in piedi (1972)
- La banca di Monate (1976)
- Il lupo e l'agnello (1980)
- I carabbinieri (1981)
- Miracoloni (1981)
- Al bar dello sport (1983)
- Domani mi sposo (1984)
- Ti presento un'amica (1987)
- Little Roma – miniserie TV (1987)
- Pronto soccorso – serie TV (1990)
- Provincia segreta – serie TV (1998-2000)
- In punta di cuore (1999)
- Benedetti dal Signore – serie TV (2004)
- O la va, o la spacca – miniserie TV (2004-2005)

### Sceneggiatore
- Paolo Barca, maestro elementare, praticamente nudista, regia di Flavio Mogherini (1975)
- I giorni cantati, regia di Paolo Pietrangeli (1979)
- Delitti e profumi, regia di Vittorio De Sisti (1988)
- Ti presento un amico, regia di Carlo Vanzina (2010)
- Vi perdono ma inginocchiatevi, regia di Claudio Bonivento – film TV (2012)
- Enrico Piaggio - Un sogno italiano, regia di Umberto Marino – film TV (2019)
- Rita Levi-Montalcini, regia di Alberto Negrin – film TV (2020)